# Park Jung-min
Park Jung-min (hangeul: 박정민) (Seul, 3 aprile 1987) è un cantante, attore e ballerino sudcoreano.
È membro della boy band SS501 dal 2005.

## Discografia

### Discografia coreana
Mini album/Singoli
- 2011 - Not Alone
- 2011 - The, Park Jung-min
- 2012 - Beautiful

### Discografia giapponese
Album studio
- 2012 - Midnight Theatre

EP/Singoli (lista parziale)
- 2011 - Wara Wara The, Park Jung-min
- 2012 - Give Me Your Heart
- 2012 - Tonight's the Night
- 2014 - Save Us Tonight

## Filmografia
- Decision to Leave, regia di Park Chan-wook (2022)